# Obere Mittelklasse

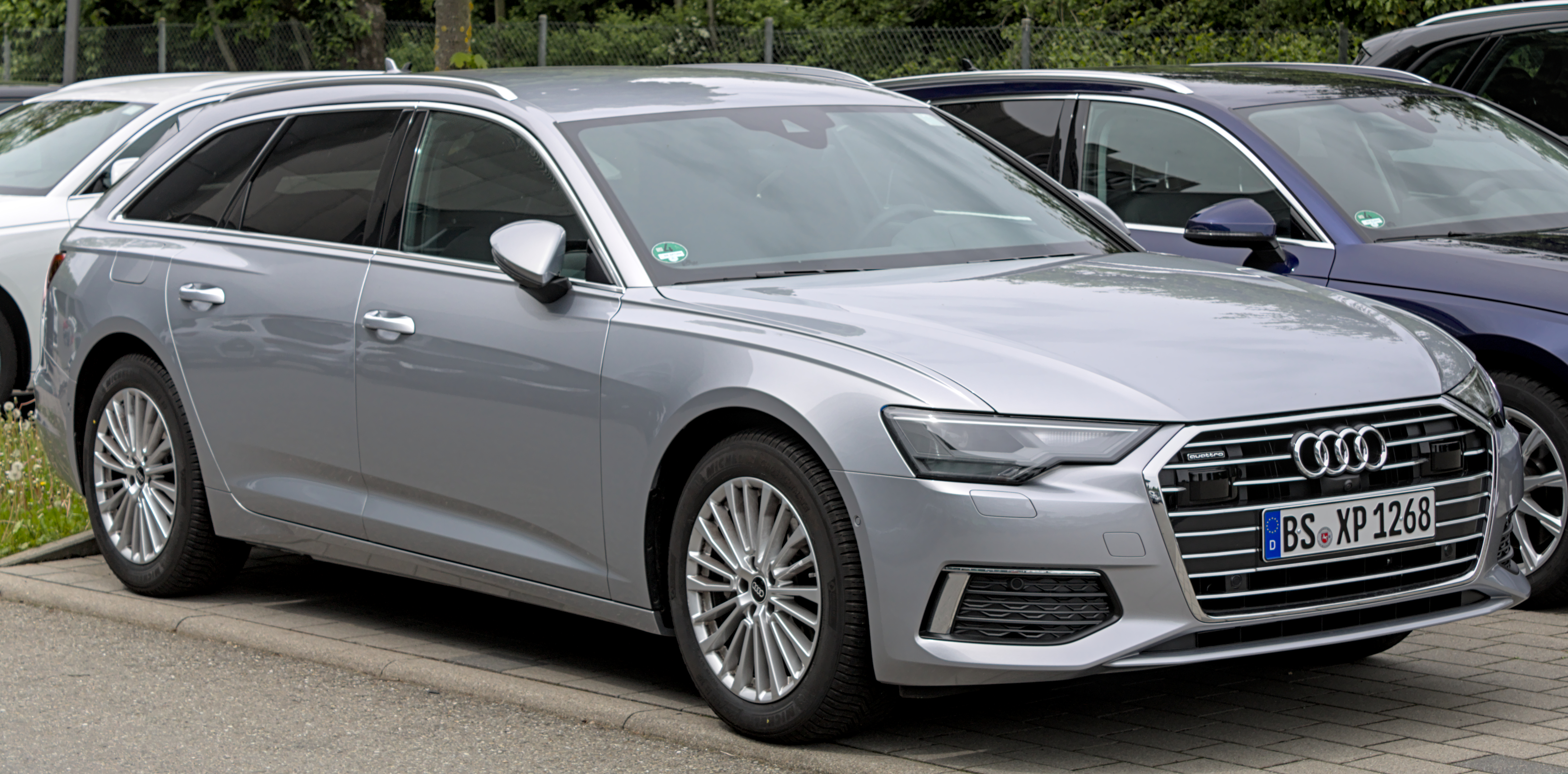
Fahrzeug mit den meisten Zulassungen der Klasse, 2021 und 2022: Audi A6

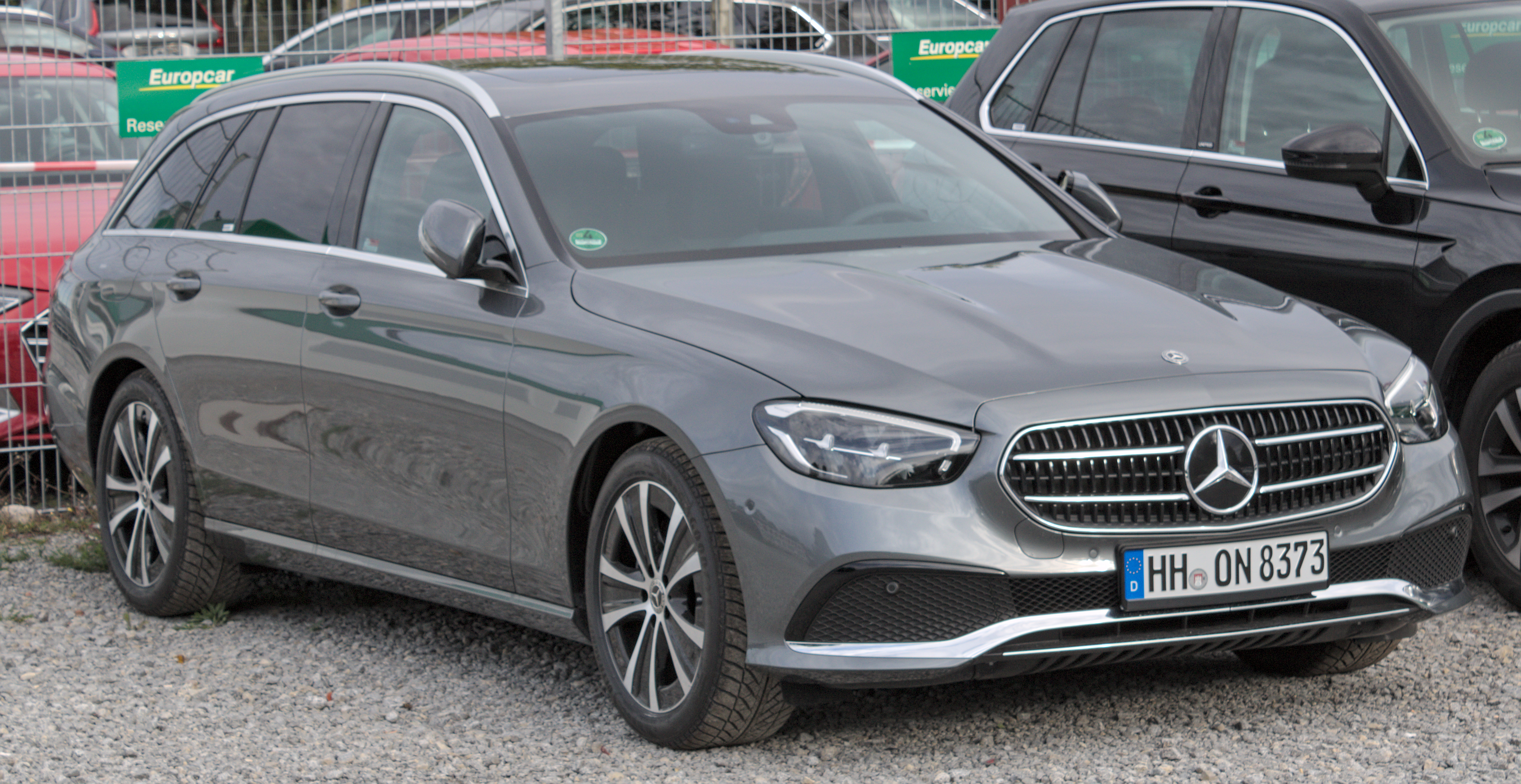
Fahrzeug mit den meisten Zulassungen der Klasse, 2020: Mercedes-Benz E-Klasse

Obere Mittelklasse ist die Bezeichnung des Kraftfahrt-Bundesamtes für das zweithöchste Pkw-Segment in Deutschland. Die obere Mittelklasse ist oberhalb der Mittelklasse und unterhalb der Oberklasse angesiedelt. In den Fahrzeugsegmenten der Europäischen Kommission nennt sich dieses Segment Oberklasse bzw. E-Segment. Der Begriff obere Mittelklasse wurde in den 1950er-Jahren geprägt, um Fahrzeuge zu benennen, die höherwertiger als die Fahrzeuge der Mittelklasse waren, aber nicht Ausstattung, Preis und Abmessungen von Oberklassefahrzeugen erreichten. Neufahrzeuge dieser Klasse werden vor allem auf Unternehmen zugelassen und relativ selten auf Privatpersonen. Eine Ausnahme ist die E-Klasse von Mercedes-Benz; 30 bis 40 Prozent dieser Fahrzeuge werden von Privatleuten gekauft.

## Geschichte
In der frühen Zeit der Automobilisierung war eine Klasseneinteilung wie im 21. Jahrhundert nicht bekannt. Oft lieferten die Hersteller eine motorisierte Fahrzeugplattform, die der Kunde nach eigenen Vorstellungen mit einer Karosserie ausstatten ließ. Dennoch wusste man einfachste Fahrzeuge von den Fahrzeugen mit gehobener Ausstattung und solche mit luxuriöser Ausstattung zu unterscheiden und als solche zu beschreiben. Mit der Entstehung von Modellserien, die in nennenswerten Stückzahlen verkauft wurden, ließen sich die einzelnen Modelle besser vergleichen. So gab es einfachste, teils behelfsmäßige Automobile, solide Gebrauchsfahrzeuge, Luxusfahrzeuge und Fahrzeuge mit Luxusausstattungen, die alle denkbaren Wünsche und Wahlmöglichkeiten ihrer Zeit erfüllten. Dementsprechend muss die Einteilung von Fahrzeugklassen in ihrem jeweiligen historischen Zusammenhang gesehen werden. Beispielsweise wird eine Zuordnung in der Oberen Mittelklasse für ein Fahrzeug wie den Borgward Hansa 2000 und 2300 für den europäischen Fahrzeugmarkt bis 1940 als angemessen betrachtet.

## Marktsituation im 21. Jahrhundert
Etwa seit Ende der 1990er-Jahre hat sich der Markt in der oberen Mittelklasse deutlich verändert. War zuvor praktisch jede Marke mit einem Modell, welches zumeist das Spitzenmodell der Marke darstellte, in dieser Klasse vertreten, so gibt es diese Modelle heute praktisch nur noch unter Marken, die als sogenannte Premium-Marken gelten. Einzig der Škoda Superb wird in die Obere Mittelklasse einsortiert.

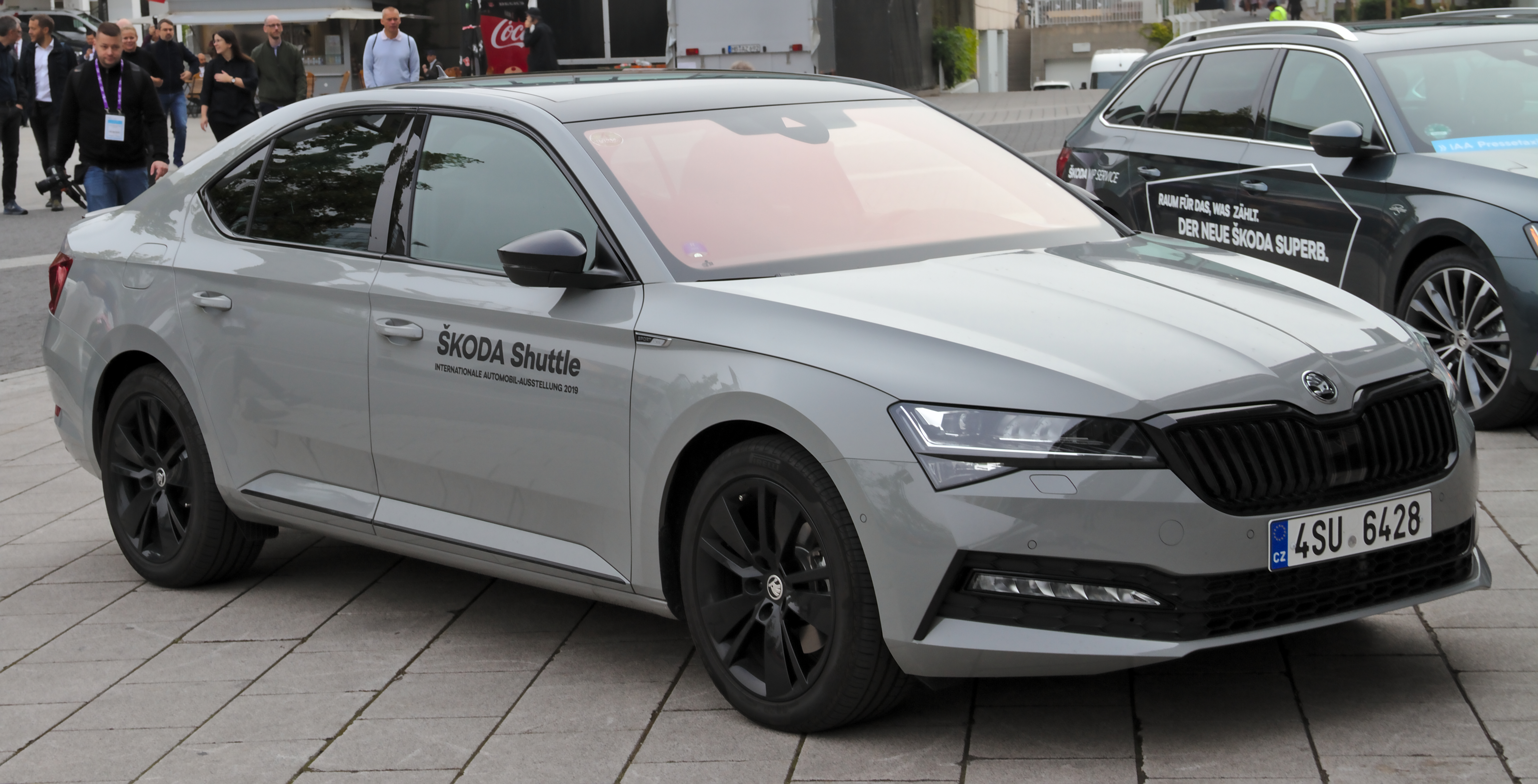
Škoda Superb III

Volkswagen (Arteon, 2017–2023), Ford (Scorpio, 1985–1998), Honda (Legend, 1985–2010), Mazda (Xedos 9, 1993–2002), Alfa Romeo (166, 1998–2007), Peugeot (607, 2000–2010), Kia (Opirus, 2003–2010; Stinger, 2017–2023), Citroën (C6, 2005–2012) und Renault (Latitude, 2011–2012) haben sich in Europa komplett aus diesem Segment zurückgezogen. Opel (Omega, 1986–2003) und Nissan (Maxima,  1988–2004) haben de facto für die Einführung der konzerneigenen Premiummarken Cadillac beziehungsweise Infiniti auf dem europäischen Markt Platz gemacht. Ausschlaggebend für die Einstellung dieser Modelle war zumeist aber auch die mangelnde Nachfrage und die daraus resultierenden niedrigen Absatzzahlen.
Für Zahlen zu den jährlichen Neuzulassungen von Personenkraftwagen des Segments Obere Mittelklasse in Deutschland nach Statistik des Kraftfahrt-Bundesamtes, siehe Liste der Neuzulassungen von Personenkraftwagen in Deutschland nach Segmenten und Modellreihen#Obere Mittelklasse. Fünfstellige Stückzahlen erzielten in Deutschland im Jahr 2011 nur die Modelle von Audi, BMW und Mercedes-Benz. Vierstellige Stückzahlen erreichten die Modelle von Volvo und Jaguar; die Modelle sonstiger Hersteller erreichten Zulassungszahlen von weniger als 250 Exemplaren. Hieraus ergab sich ein Gesamt-Marktanteil des Segments von etwa 5,5 %. Das Kraftfahrt-Bundesamt ordnete das damalige Mercedes-Benz-E-Klasse-Coupé nicht der oberen Mittelklasse zu. Abzüglich dieser Modellreihe ergab sich 2011 ein Gesamt-Marktanteil von 5,2 %.
In Schweden war der Volvo V70 von seinem ersten vollen Verkaufsjahr 1997 bis 2013 das meistverkaufte Auto. In den übrigen Ländern Europas (definiert als EU-28 ohne Bulgarien und Malta, aber zuzüglich Island, Norwegen, Schweiz und Türkei) betrug der Marktanteil im Jahr 2011 etwa 3 %.

## Neuzulassungen in Deutschland
Für Zahlen zu den jährlichen Neuzulassungen von Personenkraftwagen des Segments Obere Mittelklasse in Deutschland nach Statistik des Kraftfahrt-Bundesamtes, siehe Liste der Neuzulassungen von Personenkraftwagen in Deutschland nach Segmenten und Modellreihen#Obere Mittelklasse.

## Modelle
- Kategorie:Fahrzeug der oberen Mittelklasse